# Division 1 1991-92
La Division 1 1991-92 fue la 52.ª temporada del fútbol francés profesional. Olympique de Marsella resultó campeón con 58 puntos, obteniendo su octavo título y cuarto de forma consecutiva.

## Equipos participantes
| Equipo                 | Ciudad        | Estadio                 |
| ---------------------- | ------------- | ----------------------- |
| AJ Auxerre             | Auxerre       | L'Abbé-Deschamps        |
| SM Caen                | Caen          | De Venoix               |
| AS Cannes              | Cannes        | Pierre de Coubertin     |
| Le Havre AC            | El Havre      | Jules Deschaseaux       |
| RC Lens                | Lens          | Félix Bollaert          |
| Lille OSC              | Lille         | Grimonprez Jooris       |
| Olympique de Lyon      | Lyon          | Gerland                 |
| Olympique de Marseille | Marsella      | Vélodrome               |
| FC Metz                | Metz          | Saint-Symphorien        |
| AS Monaco FC           | Mónaco        | Luis II                 |
| Montpellier HSC        | Montpellier   | La Mosson               |
| AS Nancy               | Nancy         | Marcel Picot            |
| FC Nantes              | Nantes        | La Beaujoire            |
| Nîmes Olympique        | Nimes         | Des Costières           |
| Paris Saint-Germain    | París         | Parque de los Príncipes |
| Stade Rennais          | Rennes        | Route de Lorient        |
| AS Saint-Étienne       | Saint-Étienne | Geoffroy-Guichard       |
| FC Sochaux-Montbéliard | Sochaux       | Auguste Bonal           |
| Sporting Toulon Var    | Tolón         | Bon Rencontre           |
| Toulouse FC            | Toulouse      | Stadium de Toulouse     |

## Tabla de posiciones
| Pos. | Equipo              | Pts. | PJ | G  | E  | P  | GF | GC | Dif. | Clasificación                                 |
| ---- | ------------------- | ---- | -- | -- | -- | -- | -- | -- | ---- | --------------------------------------------- |
| 1    | Marseille (C)       | 58   | 38 | 23 | 12 | 3  | 67 | 21 | +46  | Clasificado a la Liga de Campeones de la UEFA |
| 2    | Monaco              | 52   | 38 | 22 | 8  | 8  | 55 | 33 | +22  | Clasificado a la Recopa de Europa             |
| 3    | Paris Saint-Germain | 47   | 38 | 15 | 17 | 6  | 43 | 27 | +16  | Clasificado a la Copa de la UEFA              |
| 4    | Auxerre             | 44   | 38 | 16 | 12 | 10 | 55 | 32 | +23  | Clasificado a la Copa de la UEFA              |
| 5    | Caen                | 44   | 38 | 17 | 10 | 11 | 45 | 44 | +1   | Clasificado a la Copa de la UEFA              |
| 6    | Montpellier         | 42   | 38 | 12 | 18 | 8  | 40 | 32 | +8   |                                               |
| 7    | Le Havre            | 42   | 38 | 13 | 16 | 9  | 35 | 32 | +3   |                                               |
| 8    | Lens                | 39   | 38 | 11 | 17 | 10 | 36 | 30 | +6   |                                               |
| 9    | Nantes              | 38   | 38 | 12 | 14 | 12 | 37 | 39 | −2   |                                               |
| 10   | Saint-Étienne       | 37   | 38 | 13 | 11 | 14 | 42 | 37 | +5   |                                               |
| 11   | Toulouse            | 36   | 38 | 11 | 14 | 13 | 33 | 40 | −7   |                                               |
| 12   | Metz                | 35   | 38 | 12 | 11 | 15 | 42 | 43 | −1   |                                               |
| 13   | Lille               | 35   | 38 | 11 | 13 | 14 | 31 | 34 | −3   |                                               |
| 14   | Toulon              | 32   | 38 | 13 | 6  | 19 | 41 | 55 | −14  |                                               |
| 15   | Nîmes               | 32   | 38 | 9  | 14 | 15 | 31 | 50 | −19  |                                               |
| 16   | Lyon                | 31   | 38 | 10 | 11 | 17 | 25 | 39 | −14  |                                               |
| 17   | Sochaux-Montbéliard | 31   | 38 | 9  | 13 | 16 | 35 | 50 | −15  |                                               |
| 18   | Rennes (D)          | 29   | 38 | 6  | 17 | 15 | 25 | 42 | −17  | Acceso a promoción de permanencia             |
| 19   | Cannes (D)          | 28   | 38 | 8  | 12 | 18 | 34 | 48 | −14  | Descenso a Division 2                         |
| 20   | Nancy (D)           | 28   | 38 | 10 | 8  | 20 | 43 | 67 | −24  | Descenso a Division 2                         |

 Fuente: Footballdatabase.eu

## Resultados
| Local \ Visitante   | AUX | CAE | CAN | HAV | LEN | LIL | LYO | MAR | MET | MOC | MOT | NAC | NAT | NIM | PSG | REN | STE | SOC | TON | TOL |
| ------------------- | --- | --- | --- | --- | --- | --- | --- | --- | --- | --- | --- | --- | --- | --- | --- | --- | --- | --- | --- | --- |
| Auxerre             | —   | 5–1 | 3–1 | 3–0 | 1–0 | 1–0 | 3–0 | 1–1 | 3–0 | 1–1 | 1–0 | 3–1 | 2–2 | 0–0 | 2–2 | 3–1 | 2–0 | 4–0 | 1–0 | 3–0 |
| Caen                | 1–0 | —   | 3–1 | 2–1 | 2–0 | 3–3 | 1–0 | 1–3 | 1–0 | 1–0 | 0–0 | 5–1 | 1–1 | 2–0 | 2–0 | 0–0 | 1–0 | 1–1 | 4–1 | 1–0 |
| Cannes              | 1–1 | 2–0 | —   | 0–0 | 2–1 | 1–1 | 0–0 | 1–2 | 1–1 | 1–2 | 2–0 | 1–1 | 2–0 | 0–0 | 1–1 | 3–1 | 0–2 | 2–1 | 0–1 | 2–0 |
| Le Havre            | 1–0 | 0–1 | 1–0 | —   | 1–0 | 0–0 | 1–0 | 0–2 | 0–0 | 3–0 | 3–1 | 1–2 | 1–1 | 1–1 | 1–1 | 0–0 | 2–1 | 1–0 | 3–0 | 1–1 |
| Lens                | 0–0 | 0–0 | 1–1 | 0–0 | —   | 0–0 | 4–2 | 2–1 | 0–2 | 0–1 | 1–1 | 1–0 | 0–0 | 0–0 | 1–0 | 0–0 | 1–1 | 1–1 | 2–1 | 4–0 |
| Lille               | 1–0 | 1–2 | 0–0 | 0–0 | 1–2 | —   | 1–0 | 0–1 | 0–2 | 1–2 | 1–0 | 2–1 | 0–0 | 1–1 | 0–0 | 1–1 | 2–0 | 0–0 | 1–0 | 3–1 |
| Lyon                | 1–0 | 2–2 | 0–0 | 0–2 | 1–1 | 1–0 | —   | 1–1 | 0–0 | 2–0 | 1–0 | 2–1 | 0–1 | 1–0 | 0–1 | 3–1 | 0–0 | 0–1 | 1–1 | 1–0 |
| Marseille           | 2–0 | 2–0 | 5–0 | 2–0 | 1–1 | 1–0 | 0–0 | —   | 2–0 | 1–1 | 0–0 | 4–0 | 4–0 | 4–2 | 0–0 | 5–1 | 2–0 | 2–2 | 0–1 | 2–0 |
| Metz                | 2–1 | 1–2 | 1–2 | 1–1 | 3–2 | 1–0 | 1–1 | 0–0 | —   | 2–0 | 1–3 | 0–1 | 1–1 | 4–0 | 0–0 | 0–0 | 1–0 | 3–1 | 4–1 | 4–0 |
| Monaco              | 2–0 | 2–1 | 3–1 | 0–2 | 0–0 | 1–0 | 1–0 | 0–3 | 3–1 | —   | 1–1 | 4–1 | 1–0 | 1–1 | 1–0 | 3–1 | 2–0 | 2–0 | 3–0 | 0–2 |
| Montpellier         | 1–1 | 3–1 | 3–0 | 2–2 | 0–0 | 0–0 | 3–0 | 0–0 | 1–0 | 1–4 | —   | 2–0 | 2–1 | 0–0 | 1–1 | 0–0 | 2–0 | 3–2 | 1–0 | 0–0 |
| Nancy               | 2–1 | 3–0 | 1–0 | 1–3 | 3–1 | 1–2 | 0–0 | 1–3 | 1–3 | 1–4 | 3–1 | —   | 3–1 | 2–3 | 0–0 | 1–1 | 0–2 | 3–1 | 0–0 | 1–1 |
| Nantes              | 2–0 | 2–1 | 1–0 | 0–0 | 1–0 | 1–2 | 3–0 | 0–1 | 4–1 | 1–4 | 0–0 | 0–0 | —   | 3–2 | 0–0 | 1–0 | 1–0 | 0–0 | 1–2 | 1–1 |
| Nîmes               | 0–0 | 0–1 | 2–1 | 1–0 | 0–2 | 1–0 | 2–1 | 1–2 | 1–0 | 0–1 | 2–1 | 1–2 | 0–0 | —   | 0–1 | 1–2 | 1–1 | 2–2 | 1–0 | 2–2 |
| Paris Saint-Germain | 1–1 | 3–1 | 3–2 | 1–1 | 1–0 | 2–0 | 3–0 | 0–0 | 3–0 | 2–0 | 1–1 | 1–0 | 1–1 | 2–0 | —   | 1–0 | 0–0 | 2–0 | 2–3 | 0–0 |
| Rennes              | 1–1 | 1–0 | 0–0 | 0–2 | 0–0 | 2–3 | 0–2 | 1–2 | 3–1 | 0–0 | 0–2 | 3–1 | 0–1 | 1–1 | 0–0 | —   | 0–0 | 2–0 | 0–0 | 1–1 |
| Saint-Étienne       | 1–1 | 1–1 | 2–0 | 4–0 | 0–4 | 1–1 | 1–2 | 1–1 | 2–0 | 0–1 | 1–1 | 3–0 | 2–1 | 3–0 | 3–0 | 0–1 | —   | 2–1 | 3–1 | 2–1 |
| Sochaux-Montbéliard | 1–0 | 2–0 | 1–0 | 0–0 | 1–2 | 2–1 | 1–0 | 2–3 | 0–0 | 1–3 | 1–1 | 2–2 | 3–1 | 1–1 | 0–2 | 0–0 | 1–0 | —   | 2–0 | 0–0 |
| Toulon              | 0–3 | 0–0 | 4–3 | 4–0 | 0–1 | 1–2 | 1–0 | 1–0 | 1–1 | 1–1 | 0–1 | 4–2 | 0–2 | 5–0 | 2–5 | 1–0 | 1–2 | 2–0 | —   | 1–0 |
| Toulouse            | 2–3 | 0–0 | 2–0 | 0–0 | 1–1 | 1–0 | 1–0 | 0–2 | 1–0 | 0–0 | 1–1 | 1–0 | 2–1 | 0–1 | 3–0 | 2–0 | 1–1 | 2–1 | 3–0 | —   |

## Promoción de permanencia
| Equipo 1 | Agr. | Equipo 2   | Ida | Vuelta |
| -------- | ---- | ---------- | --- | ------ |
| Rennes   | 1–4  | Strasbourg | 0–0 | 1–4    |

Promovidos de la Division 2, quienes jugarán en la Division 1 1992/93:
- Bordeaux: Campeón de la Division 2, ganador de la Division 2 grupo B.
- Valenciennes FC: Subcampeón, ganador de la Division 2 grupo A.
- RC Strasbourg: Tercer lugar, ganador de la eliminatoria de ascenso.

## Goleadores
| #  | Jugador              | Nacionalidad    | Club                | Goles |
| -- | -------------------- | --------------- | ------------------- | ----- |
| 1  | Jean-Pierre Papin    | Francia         | Olympique Marsella  | 27    |
| 2  | François Calderaro   | Francia         | FC Metz             | 19    |
| 3  | George Weah          | Liberia         | AS Monaco           | 18    |
| 4  | Stéphane Paille      | Francia         | SM Caen             | 14    |
| 4  | Fabrice Divert       | Francia         | Montpellier HSC     | 14    |
| 6  | Abedi Pelé           | Ghana           | Olympique Marsella  | 12    |
| 6  | Christian Perez      | Francia         | Paris SG            | 12    |
| 6  | Leonardo Rodríguez   | Argentina       | Sporting Toulon Var | 12    |
| 9  | Christophe Cocard    | Francia         | Auxerre             | 11    |
| 10 | Jean-Marc Ferreri    | Francia         | Auxerre             | 9     |
| 10 | Youri Djorkaeff      | Francia         | AS Monaco FC        | 9     |
| 10 | Jean-Philippe Sechet | Francia         | AS Nancy            | 9     |
| 10 | David Zitelli        | Francia         | AS Nancy            | 9     |
| 14 | Michel Rio           | Francia         | SM Caen             | 8     |
| 14 | Joël Tiéhi           | Costa de Marfil | Le Havre AC         | 8     |
| 14 | Per Frandsen         | Dinamarca       | Lille               | 8     |
| 14 | Jacek Ziober         | Polonia         | Montpellier HSC     | 8     |
| 14 | Gérald Baticle       | Francia         | Auxerre             | 8     |
| 14 | Patrick Revelles     | Francia         | Sporting Toulon Var | 8     |
| 14 | Michel Pavon         | Francia         | Toulouse FC         | 8     |